# باغران
باقران (به لاتین: Baghran) یک منطقهٔ مسکونی در افغانستان است که در ولسوالی بغران واقع شده‌است. باغران ۲۶٬۷۲۴ نفر جمعیت دارد و ۱٬۵۶۴ متر بالاتر از سطح دریا واقع شده‌است.